# Hemiopinus
Hemiopinus là một chi bọ cánh cứng trong họ 
Elateridae.
Chi này được miêu tả khoa học năm 1883 bởi Fairmaire.

## Các loài
Các loài trong chi này gồm:
- Hemiopinus hildebrandit Fairmaire
- Hemiopinus hildebrandti Fairmaire, 1883
- Hemiopinus metallicus Candèze, 1889